# Trattato sullo stato finale della Germania
Il trattato sullo stato finale della Germania (in inglese Treaty on the Final Settlement with Respect to Germany, in francese Traité portant règlement définitif concernant l'Allemagne, in tedesco Vertrag über die abschließende Regelung in bezug auf Deutschland, in russo Договор об окончательном урегулировании в отношении Германии?) fu negoziato nel 1990 fra la Repubblica Federale di Germania (RFT) e la Repubblica Democratica Tedesca (DDR) da una parte e, dall'altra, le Quattro Potenze che occuparono la Germania alla fine della seconda guerra mondiale in Europa: la Francia, il Regno Unito, gli Stati Uniti d'America e l'Unione Sovietica.
Nel 2011 l'UNESCO ha inserito il testo del trattato tra le memorie del mondo.

## Antefatti
Il 2 agosto 1945 venne stipulato l'accordo di Potsdam: tra le varie decisioni prese, furono concordate le condizioni iniziali con cui gli Alleati della seconda guerra mondiale avrebbero governato la Germania con il confine provvisorio tedesco-polacco (conosciuto come linea Oder-Neisse). Gli accordi raggiunti furono quelli provvisori che sarebbero stati ultimati con «...un accordo di pace per la Germania da essere accettato dal governo della Germania quando si fosse stabilito un governo adeguato allo scopo» (Potsdam Agreement 1.3.1).
La "questione tedesca" divenne uno dei temi salienti e cruciali della lunga guerra fredda e, fino a quando essa si concluse nei tardi anni '80, furono effettuati pochi progressi nella creazione di un unico governo in Germania, adeguati a convenire a una soluzione definitiva.
Con la caduta del muro di Berlino, il popolo tedesco e i governi della Repubblica Federale Tedesca (RFT) e della Repubblica Democratica Tedesca (DDR) speravano di formare uno Stato democratico e unitario tedesco: per raggiungere la piena sovranità, erano pronti ad accettare gli accordi di Potsdam che interessavano la Germania. Fu quindi possibile per tutte le parti negoziare una soluzione definitiva come previsto negli accordi di Potsdam.

## Il trattato
Il trattato sullo stato finale della Germania fu firmato a Mosca, nell'allora Unione Sovietica, il 12 settembre 1990 e spianò la strada per la riunificazione tedesca il 3 ottobre 1990.
Sotto i termini del trattato, le Quattro Potenze rinunciarono ai diritti già posseduti sulla Germania, inclusi quelli relativi alla città di Berlino. Come risultato, il paese riunito divenne pienamente sovrano il 15 marzo 1991. Tutte le truppe sovietiche avrebbero dovuto lasciare la Germania per la fine del 1994. La Germania in accordo doveva limitare le sue combinate forze armate a non più di 370.000 persone, non di più di 345.000 delle quali dovevano essere complessivamente nell'Esercito e nell'Aeronautica (Luftwaffe). La Germania, inoltre, ribadiva la sua rinuncia alla fabbricazione, alla detenzione e ai controlli sulle armi nucleari, biologiche e chimiche e in particolare che il trattato sulla non proliferazione nucleare continuasse ad applicarsi integralmente alla Germania (la Repubblica Federale Tedesca — la RFT). Inoltre, nessuna forza armata straniera, né armi nucleari, né vettori di armi nucleari sarebbero stazionate nella ex Germania Est, rendendola permanentemente zona libera da armi nucleari.
Un altro dei più importanti termini del trattato fu la conferma da parte della Germania del riconoscimento internazionale dei confini con la Polonia e di altre modifiche territoriali che la Germania aveva avuto sin dal 1945, al fine di prevenire eventuali future richieste a est della linea Oder-Neisse (vedi inoltre ex territori tedeschi a est della linea Oder-Neisse). La Germania decise inoltre di firmare un trattato separato con la Polonia, riaffermando il confine attuale comune. Ciò fu fatto il 14 novembre 1990 con la firma del trattato sul confine tedesco-polacco.
Anche se il trattato fu firmato dagli Stati tedeschi occidentale e orientale come entità separate, esso fu ratificato dalla Germania unita (la Repubblica Federale Tedesca) per i termini dell'accordo di trattato.

## Sviluppi successivi
L'appartenenza della Germania alla NATO, comunque, potrebbe aver prodotto antinomie tra gli obblighi di quell'alleanza ed il trattato "4+2". Quest'accordo internazionale, ad esempio, potrebbe contrastare col fatto che l'aeroporto civile di Lipsia (ex Germania orientale) abbia anche installazioni militari in uso al Patto Atlantico; anche il Land del Meclemburgo ha ospitato mezzi militari per missioni di guerra. Tale affermazione non è supportata dal testo del trattato che non prevede tale divieto ma solo la non presenza di armi nucleari nel territorio della ex Germania orientale.
Le suddette violazioni, il 7 maggio 2008, sono state riprese severamente in un'intervista al The Daily Telegraph dall'ex leader sovietico Gorbačëv, nel corso della quale ha riferito come «...gli Americani ci promisero che la NATO non sarebbe mai andata oltre i confini della Germania dopo la guerra fredda, ma adesso metà dell'Europa centrale e dell'Europa orientale ne sono membri: così, cos'è capitato alle loro promesse? Ciò dimostra che di loro non ci si possa fidare». Benché in realtà non ci sia stato alcun impegno formale dei Paesi NATO al riguardo nei confronti dell'allora Unione Sovietica.